# Luca Vitalesta
Luca Vitalesta (ur. 8 listopada 1965 w Rzymie) – włoski florecista, srebrny medalista mistrzostw świata.
Podczas mistrzostw świata juniorów w Budapeszcie w 1983 roku zdobył złoty medal we florecie indywidualnym. W tej samej konkurencji był drugi na mistrzostwach świata juniorów w Arnhem w 1985 roku.
Na mistrzostwach świata w Essen w 1993 roku Włosi w składzie: Alessandro Puccini, Stefano Cerioni, Luca Vitalesta, Andrea Borella i Francesco Rossi zdobyli srebrny medal w zawodach drużynowych. W turnieju indywidualnym zajął tam 45. miejsce.
Został zgłoszony do startu w rywalizacji drużynowej na igrzyskach olimpijskich w Los Angeles w 1984 roku, jednak ostatecznie nie wystąpił (Włosi zdobyli złoty medal). 